# آلان برات
آلان ر. برات (من مواليد 1953) هو أستاذ العلوم الإنسانية في جامعة إمبري ريدل. وهو معروف بأبحاثه حول العدمية الوجودية ومعنى الحياة.